# Kerteminde Fjord
Kerteminde Fjord ligger vest for byen Kerteminde, hvor den har sit udløb i Storebælt. Den inderste del, syd for Munkebo (der ligger i den nordvestlige ende) hedder Kertinge Nor, og samlet er fjorden 8-9 km lang, og dækker et areal på 8,5 km² med en gennemsnitlig vanddybde på omkring 2 meter og en maksimal dybde på 8 meter. I den sydlige ende af ligger landsbyen Kølstrup (Kølstrup Sogn). Ved bunden af Kertinge Nor ligger også herregården Ulriksholm.
Vandudvekslingen i fjorden sker pga. ringe tilførsel af ferskvand i fjorden, over en tærskel ved udmundingen i Kerteminde, og drives af tidevandet, der har et udsving på ±20 cm. Tidevandet giver en pulserende vandføring på normalt omkring 100 kubikmeter i sekundet i fjordmundingen. 
I 1870'erne havde man planer om at inddæmme Kertinge Nor. Med En tre meter høj dæmning med sluse fra Skålholm over til Kertinge Mark. Det var grosserer Bernburg, der også havde stået for inddæmningen af Lammefjorden, som stod bag projektet, der dog blev stoppet af det danske Krigsministerie, der anså Kertinge Nor for at have strategisk betydning pga. frygtet for en tredje krig mod Tyskland. Krigsministeriet fandt vandområder lettere at forsvare end fladt land.
På sydsiden af den snævre del af Kerteminde Fjord ligger gravhøjen med Ladbyskibet, der blev fundet i 1935, og er Danmarks eneste bevarede skibsbegravelse fra vikingetiden. Hele skibsudstillingen er opbygget, så den stadig ligger i den oprindelige gravhøj. På en gård i nærheden ligger et museum, hvor der findes en udstilling om fund fra vikingetiden i området.